# خیلی هیجان زده‌ام
«خیلی هیجان زده‌ام» تک‌آهنگی از خواهران پوینتر است. این تک‌آهنگ در چارت‌های سوئد جزو ده ترانه اول قرار گرفت.